# Florence Declaration
La "Florence Declaration – Raccomandazioni per la preservazione degli archivi fotografici analogici" è un'iniziativa della fototeca del Kunsthistorisches Institut in Florenz.

## Genesi ed obiettivi
Con questa dichiarazione redatta in tedesco, inglese, italiano, francese e polacco, il Kunsthistorisches Institut si è proposto di diffondere una maggiore comprensione e sensibilità per il valore imprescindibile delle fotografie e degli archivi analogici per il futuro degli studi in scienze storiche, umane e sociali. La Florence Declaration è stata presentata il 31 ottobre 2009 nell'ambito del convegno internazionale “Photo Archives and the Photographic Memory of Art History – Part II” (Kunsthistorisches Institut in Florenz, 29-31 ottobre 2009). Da allora la Dichiarazione ha ricevuto e riceve costantemente sostegno da numerosi studiosi di provenienza e fama internazionale, che l'hanno sottoscritta.

## Contenuto della dichiarazione
A fronte degli attuali dibattiti intorno alla completa digitalizzazione di archivi fotografici e della tendenza a considerare il formato digitale come sostitutivo dell'analogico e quindi a destinare gradualmente all'estinzione gli archivi fotografici analogici, la Florence Declaration, pur riconoscendo la legittimità e importanza della digitalizzazione e messa in consultazione in internet delle fotografie, sostiene però che le fotografie digitali non possono sostituire l'artefatto originale. In tal senso gli archivi digitali non potrebbero assolvere la stessa identica funzione svolta dagli archivi analogici, poiché ogni tecnologia non si limita a permettere la trasmissione, conservazione e fruizione di documenti, ma influisce anche sul loro contenuto. Una fotografia analogica e la sua riproduzione digitale sarebbero quindi due oggetti distinti e non intercambiabili, con caratteristiche differenti. La Dichiarazione pone l'accento sui profondi cambiamenti che nel corso degli ultimi anni hanno caratterizzato le tematiche e gli approcci di ricerca delle discipline umanistiche, modificando anche il loro sguardo sulla fotografia analogica; alla luce di questi studi sarebbe necessario superare la tradizionale equivalenza di fotografie analogiche e riproduzioni digitali.

## Importanza delle fotografie analogiche
In questo contesto, nella Florence Declaration, viene conferito particolare rilievo al carattere oggettuale delle fotografie analogiche. Le fotografie, se intese come oggetti, avrebbero ognuna una propria “biografia” a cui concorrono vari aspetti quali, ad esempio, il momento della loro realizzazione, la tecnica applicata, lo scopo della loro realizzazione, l'inserimento nel contesto del rispettivo archivio secondo il relativo ordinamento sistematico. Particolare rilievo viene attribuito alle caratteristiche tattili delle fotografie analogiche, imprescindibili ai fini del loro studio scientifico e che andrebbero invece immancabilmente perdute nel momento della realizzazione della riproduzione digitale. Il formato digitale non sarebbe in grado di restituire la “biografia” della relativa fotografia in tutti i suoi aspetti. Ogni riproduzione digitale offrirà sempre e soltanto una versione riduttiva dell'originale analogico, poiché in genere si focalizza unicamente sull'oggetto in esso rappresentato. L'insieme degli aspetti visivi e materiali attraverso i quali si distingue una fotografia andrebbe quindi perso e la sua complessità si ridurrebbe immancabilmente. Sarebbe quindi illusoria l'idea della completa accessibilità tramite database online generalmente connessa ai formati digitali. Laddove la consultazione in internet, nella migliore delle ipotesi, ci rende indipendenti dallo spazio e dal tempo, riduce al contempo la fruizione al solo aspetto visuale dell'oggetto fotografico, l'informazione contenuta nell'immagine. A questo effetto di riduzione e decontestualizzazione si aggiungerebbe l'effetto di selezione insito in ogni progetto di digitalizzazione, che conferirebbe maggiore visibilità alle fotografie selezionate per la digitalizzazione e catalogazione, a scapito però non solo delle loro caratteristiche materiali, ma anche di altre fotografie che verrebbero così marginalizzate. Inoltre si ricorda che ad oggi si dispone di scarse informazioni certe sull'affidabilità dell'archiviazione a lungo termine di contenuti digitali nonché sulla persistenza e stabilità delle funzioni e strutture di internet. 
Lo studio della fotografia, per la Florence Declaration, continua ad essere legato in modo indissolubile al contesto della sua conservazione: l'archivio. Questo è composto non soltanto dalla somma delle fotografie in esso conservate ma rappresenta, di volta in volta, una struttura autonoma e singolare. Per le scienze storiche, umane e sociali l'archivio avrebbe la funzione di un laboratorio nel quale viene prodotto e interpretato sapere. L'ambiente materiale di un archivio fotografico analogico e le possibilità di ricerca che questo offre si distinguerebbero essenzialmente dalle condizioni di un database consultabile in internet. Per i sottoscrittori della Florence Declaration rimarrebbe quindi condizione imprescindibile che l'archivio fotografico si preservi come strumento, ma anche come oggetto di ricerca in tutte le sue strutture e funzioni e che ne venga garantita altresì la fruibilità permanente. Gli archivi analogici sarebbero infatti parte della nostra eredità culturale. Gli archivi digitali, così l'appello dei sottoscrittori, non dovrebbero sostituire gli archivi analogici, bensì integrarli in modo da implementare, e non limitare, la ricerca scientifica e le possibilità interpretative degli studiosi di oggi e di domani.